# Ga Bến Thành
Ga Bến Thành (còn gọi là: Nhà ga Trung tâm Bến Thành hay Khu phố ngầm ga trung tâm Bến Thành) là ga chung cho các tuyến số 1, số 2, số 3A, số 4 của hệ thống Đường sắt đô thị Thành phố Hồ Chí Minh, được xây dựng trên khu đất rộng 45.000 m² tại công trường Quách Thị Trang, phường Bến Thành, Thành phố Hồ Chí Minh.

## Lịch sử

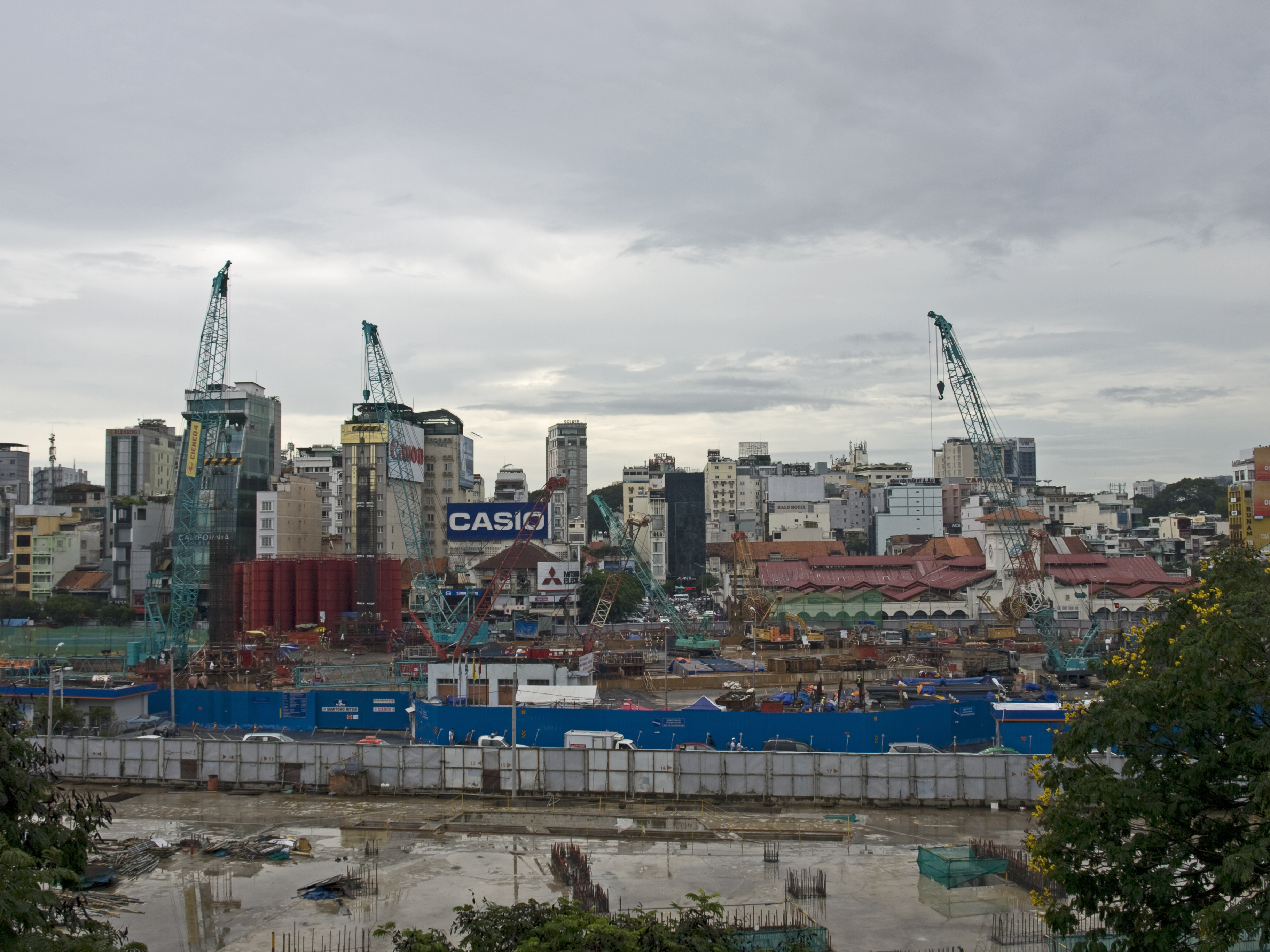
Ga Bến Thành trong quá trình thi cong (năm 2017)

Được khởi công vào cuối năm 2012 và chính thức đưa vào hoạt động vào ngày 22 tháng 12, năm 2024 cùng với tuyến đường sắt đô thị số 1. Nhà ga Bến Thành là một khu phố ngầm trải dài 515m đến ga Nhà hát Thành phố theo trục đường Lê Lợi xuống mặt đất khoảng 21m.
Nhà ga có tổng cộng là 4 tầng và phần trên mặt đất gồm:
- Phần mặt đất: bao gồm 4 cổng vào và khu quảng trường.
- Tầng 1: là khu phố ngầm dẫn đến ga Nhà hát Thành phố và được chia làm 4 khu vực: khu thương mại, khu bán hàng, khu bộ phận kỹ thuật, khu cổng ra vào và cổng kiểm soát.
- Tầng 2: khu đón tàu cho tuyến số 1 và tuyến số 3A, được chia ra 2 khu vực: khu đón tàu và khu bộ phận kỹ thuật.
- Tầng 3: khu vực chuyển tàu gồm: khu đón tàu của tuyến số 4 với khu bộ phận kỹ thuật.
- Tầng 4: khu đón tàu của tuyến số 2.

Ngoài chức năng đầu mối kết nối giao thông giữa các tuyến metro, nhà ga này còn có hệ thống thương mại dịch vụ - kinh phí đầu tư xây dựng là 6.865 tỷ đồng.

## Bố trí ga
| G                                    | Mặt đất | Lối vào/Lối ra |
| B1 Tầng trung chuyển                 | Tầng 1 | Khu bán vé, khu thương mại, khu bộ phận kỹ thuật, khu cổng ra vào và cổng kiểm soát                                         |
| B2 Tầng ke ga                        | Tầng 2 | Khu bộ phận kỹ thuật |
| B2 Tầng ke ga                        | Ke ga 1 | → L1 Tuyến 1 đi Nhà hát Thành phố (Hướng đi Bến xe Suối Tiên) → ← L3A Tuyến 3A đi Chợ Thái Bình (Hướng đi Tân Kiên) (dự án) |
| B2 Tầng ke ga                        | Ke ga đảo, cửa sẽ mở ở bên trái/phải                                                                                           | |
| B2 Tầng ke ga                        | Ke ga 2 | → L1 Tuyến 1 đi Nhà hát Thành phố (Hướng đi Bến xe Suối Tiên) →                                                             |
| B3 Tầng trung chuyển và ke ga        | Tầng 3 | Khu bộ phận kỹ thuật |
| B3 Tầng trung chuyển và ke ga        | Ke ga 3 | ← L4 Tuyến 4 đi Hoàng Diệu (Hướng đi Bến tàu Hiệp Phước) (dự án)                                                            |
| B3 Tầng trung chuyển và ke ga        | Ke ga đảo, cửa sẽ mở ở bên trái                                                                                                | |
| B3 Tầng trung chuyển và ke ga        | Ke ga 4 | → L4 Tuyến 4 đi Hồ Con Rùa (Hướng đi Thạnh Xuân) (dự án) →                                                                  |
| B4 Tầng ke ga                        | Ke ga 5 | ← L2 Tuyến 2 đi Tao Đàn (Hướng đi Củ Chi) (giai đoạn 1, đang thi công)                                                      |
| Ke ga đảo, cửa sẽ mở ở bên trái/phải | | |
| Ke ga 6                              | ← L2 Tuyến 2 đi Tao Đàn (Hướng đi Củ Chi) (đang thi công) → L2 Tuyến 2 đi Hàm Nghi (Hướng đi Thủ Thiêm) (giai đoạn 2, dự án) → | |

## Kết nối

### Xe buýt
Ga Bến Thành kết nối với các tuyến xe buýt  1, 3, 4, 18, 19, 20, 31, 34, 36, 38, 39, 44, 45, 52, 53, 56, 65, 75, 88, 93, 102, 109, 152 và D4 tại trạm trung chuyển xe buýt Bến Thành trên đường Hàm Nghi và các tuyến 155 và 156 tại cửa ra số 1 của nhà ga.

## Xung quanh nhà ga
- Chợ Bến Thành
- Bảo tàng Mỹ thuật Thành phố Hồ Chí Minh
- Bệnh viện Đa khoa Sài Gòn

## Ảnh hưởng
Để xây dựng được ga Bến Thành, Ban Quản lý dự án đường sắt đô thị TP.HCM đã phải dỡ bỏ vòng xoay Quách Thị Trang và trạm điều hành xe buýt Bến Thành.
Theo quy hoạch của thành phố, sau khi hoàn thành ga ngầm metro Bến Thành vào năm 2020, công trường Quách Thị Trang sẽ được xây dựng lại đúng vị trí trước đó và trở thành khu vực quảng trường hiện đại hơn.